# Gądkowice
Gądkowice (deutsch: Gontkowitz, von 1937 bis 1945 Schönkirch) ist ein Ort in der Stadt- und Landgemeinde Milicz im Powiat Milicki der Woiwodschaft Niederschlesien in Polen.

## Geschichte
„Gontkowitz“ wurde erstmals 1350 erwähnt, als es Eigentum des Breslauer Domkapitels war, das hier den Zehnten einzog. Der Name des Dorfes war 1666 Gundkowitz und Ende des 18. bis Mitte des 19. Jahrhunderts Gungwitz bzw. Groß Gungwitz. Am 3. Februar 1937 wurde der Name des Dorfes Gontkowitz in Schönkirch geändert. Nach dem Übergang an Polen infolge des Zweiten Weltkriegs wurde es 1945 in Kalinka umbenannt. In den Jahren 1973–1977 war der Ort Verwaltungssitz der Stadt- und Landgemeinde Gądkowice. Von 1975 bis 1998 gehörte es administrativ zur Woiwodschaft Breslau.

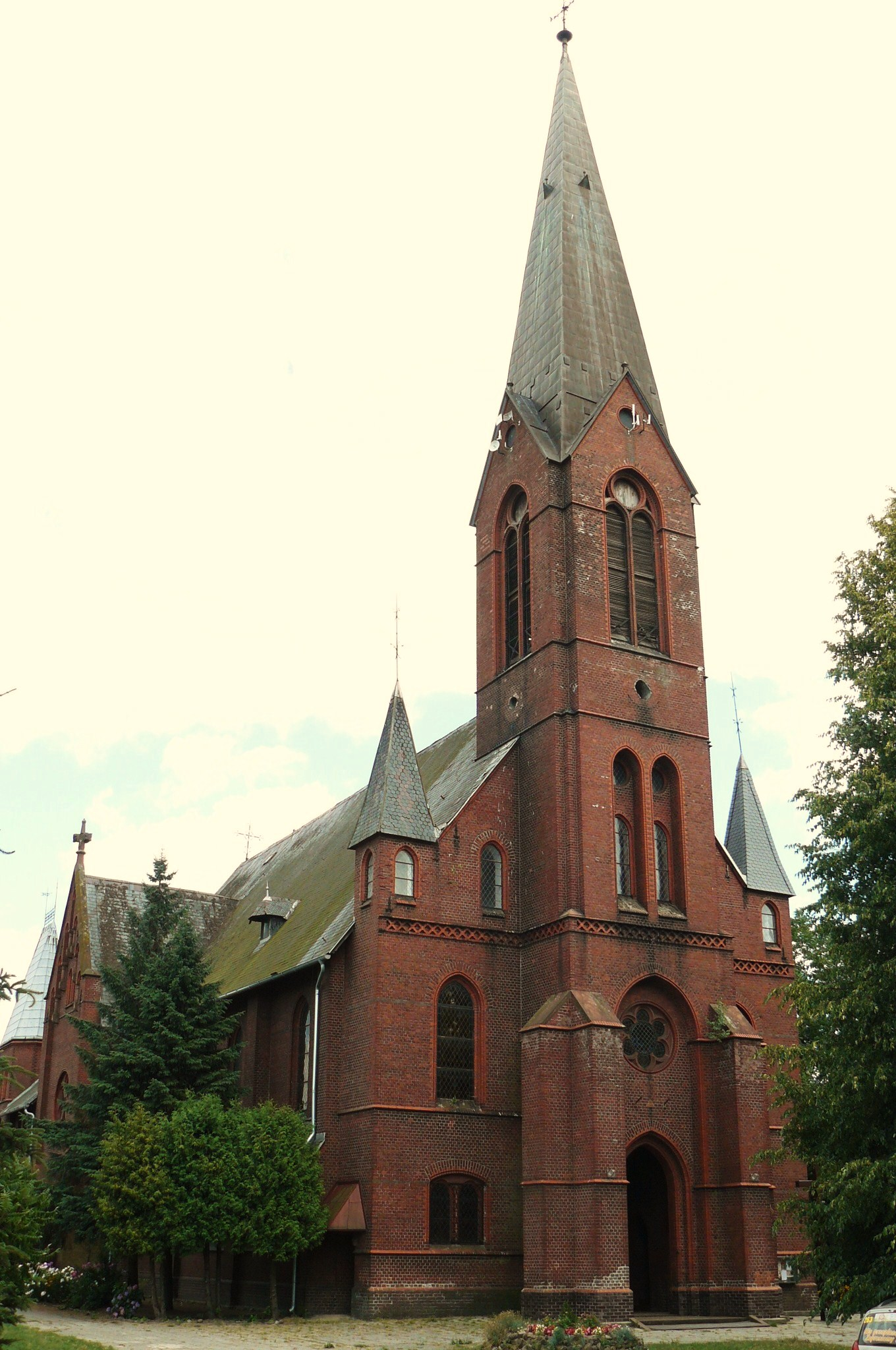
St. Antonius von Padua
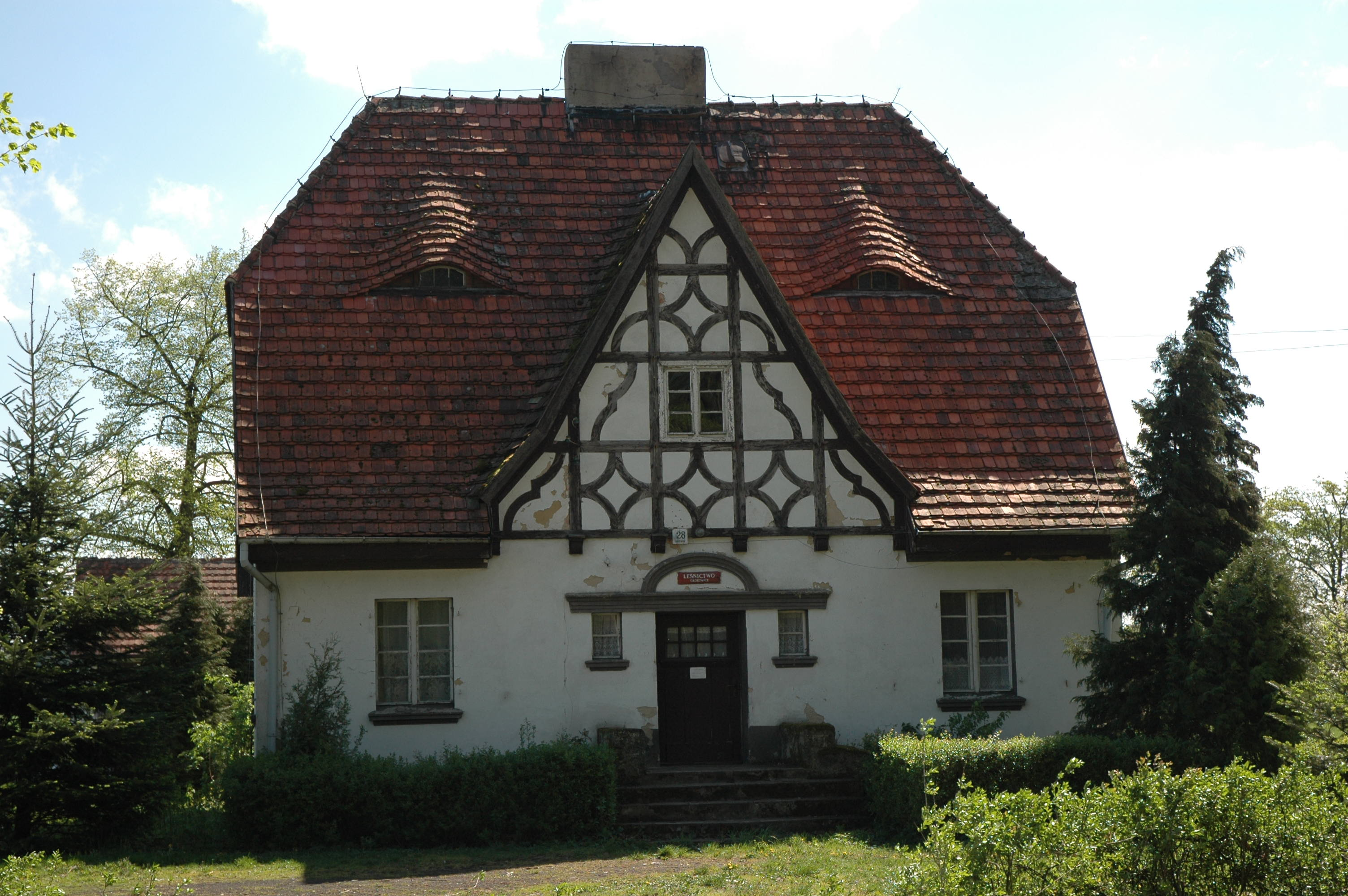
Forsthaus
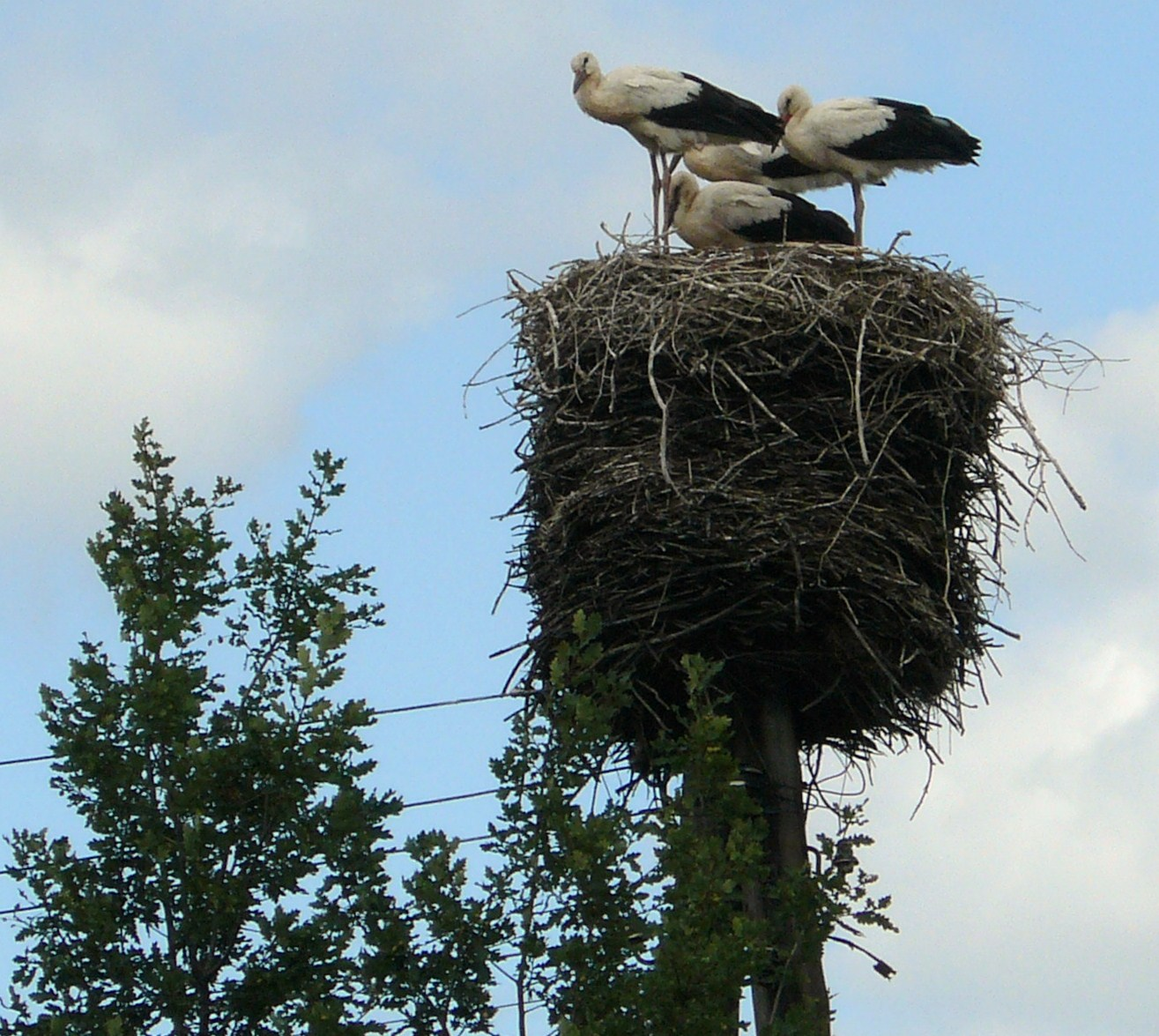
Storchennest in Gadkowice

## Sehenswürdigkeiten
- Die ehemals evangelische Kirche dient seit 1945 als römisch-katholische Pfarrkirche St. Antonius von Padua (Kościół ewangelicki, kościół parafialny pw. św. Antoniego Padewskiego) wurde 1890–92 im Übergangsstil von Neoromanik zu Neogotik errichtet. Die Einrichtung ist neugotisch.

## Wirtschaft
In Gądkowice gab es früher eine Ziegelei, eine Brennerei und ein Sägewerk. Derzeit gibt es Betriebe in den Sparten Landwirtschaft, Imkerei und Dienstleistungen.

## Sport
Seit 1974 gibt es einen Sportverein zunächst LZS Plon Gądkowice, seit 2004 UKS Plon Gądkowice, mit drei Fußballmannschaften. Weitere Disziplinen sind Ringen, Tischtennis, Tennis, Volleyball und Schach.
UKS Skoczek Gądkowice ist ein 2009 gegründeter Schachverein.
Im Jahr 2006 wurde ein Sport- und Erholungskomplex eröffnet mit einem Fußballplatz, einem Tennisplatz und einem Volleyballplatz sowie Umkleideräumen.